# David Guy Levy
David Guy Levy (New York, ...) è un produttore cinematografico, regista e attore statunitense È famoso per aver fondato nel 2004 la Periscope Entertainment, una casa cinematografica.

## Filmografia

### Produttore
- Dependencia sexual, regia di Rodrigo Bellott (2003)
- Guess Who's Coming, regia di David Guy Levy (2004)
- Lying, regia di M. Blash (2006)
- Land Shark - Rischio a Wall Street (August), regia di Austin Chick (2008)
- A Message from Barack Obama (Corto), regia di David Guy Levy (2008)
- Taking Chances, regia di Talmage Cooley (2009)
- A Love Affair of Sorts, regia di David Guy Levy (2011)
- Terri, regia di Azazel Jacobs (2011)
- Eat (Corto), regia di Janicza Bravo (2011)
- Would You Rather, regia di David Guy Levy (2012)
- The Wait, regia di M. Blash (2013)
- London Fields, regia di Mathew Cullen (2014)
- Niente cambia, tutto cambia (The Driftless Area), regia di Zachary Sluser (2015)

### Regista
- Guess Who's Coming, regia di David Guy Levy (2004)
- A Message from Barack Obama (Corto), regia di David Guy Levy (2008)
- MashUpPiece Theater: The Wire/Trailer Park Boys, regia di David Guy Levy (2010)
- A Love Affair of Sorts, regia di David Guy Levy (2011)
- Would You Rather, regia di David Guy Levy (2012)

### Attore
- i, WITNESS, regia di Thora Birch (2006)
- A Love Affair of Sorts, regia di David Guy Levy (2011)